# Distoleon asiricus
Distoleon asiricus är en insektsart som beskrevs av Hölzel 1983. Distoleon asiricus ingår i släktet Distoleon och familjen myrlejonsländor. Inga underarter finns listade i Catalogue of Life.